# Sydney International (doppio maschile)
Questo è un elenco delle finali del doppio maschile del Sydney International. L'australiano Jack Crawford detiene il record di vittorie con 7 trofei.
| Anno       | Vincitori                                      | Finalisti                                 | Punteggio                |
| ---------- | ---------------------------------------------- | ----------------------------------------- | ------------------------ |
| 1885       | William J.Bush Salmon Joseph B. Ismay          | Walter J.C. Riddell Walter T. Coldham     | 7–5, 6–4, 3–6, 4–6, 7–5  |
| 1886       | Charles W. Cropper (1) Charles Metcalfe        |                                           |                          |
| 1887       | Walter J.C. Riddell (1) Dudley Webb (1)        | Charles W. Cropper Charles Metcalfe       | 6–4, 6–3, 2–6, 6–4       |
| 1888       | Francis A. Chomley (1) Ernest Raleigh          | J.R. King Robert D. Fitzgerald            | 4–6, 3–6, 6–0, 6–3, 6–2  |
| 1889       | Charles W. Cropper (2) Dudley Webb (2)         | Norman Bayles Herbert E. Webb             | 5–7, 4–6, 8–6, 6–0, 6–1  |
| 1890       | Walter J.C. Riddell (2) Francis A. Chomley (2) | Percy Colquhoun Harold S. Fox             | 6–4, 2–6, 6–1, 6–1       |
| 1891       | Wilberforce Eaves Ben Green (1)                | J.R. King Dudley Webb                     | 6–8, 6–4, 6–4, 5–7, 6–4  |
| 1892       | Oswald M. Malcolm Ben Green (2)                | August D. Kearney David Thomas Harbison   | 6–3, 6–1, 12–10          |
| 1893       | Dudley Webb (3) Percy Colquhoun (1)            | Ben Green Oswald M. Malcolm               | 7–5, 5–7, 6–4, 6–8, 6–3  |
| 1894       | Ben Green (3) Thomas Tatchell                  | Dudley Webb Percy Colquhoun               | 6–3, 6–2, 6–3            |
| 1895       | Dudley Webb (4) Edward B. Dewhurst (1)         | Septimus Arthur Noble Arthur Colquhoun    | 6–1, 6–3, 6–4            |
| 1896       | Archibald Windeyer Percy Colquhoun (2)         | Dudley Webb Edward B. Dewhurst            | 7–5, 7–5, 3–6, 9–7       |
| 1897       | Alfred W. Dunlop Ben Green (4)                 | August D. Kearney Robert G. Bowen         | 6–3, 6–4, 6–4            |
| 1898       | David L. Gaden (1) Horace M. Rice (1)          | Ben Green Alfred W. Dunlop                | 3–6, 6–4, 8–6, 6–4       |
| 1899       | David L. Gaden (2) Horace M. Rice (2)          | August D. Kearney Reginald Fraser         | 6–4, 2–6, 1–6, 7–5, 6–0  |
| 1900       | Arthur Curtis Edward B. Dewhurst (2)           | David L. Gaden Horace M. Rice             | 6–1, 3–6, 9–7, 6–8, 6–4  |
| 1901       | August D. Kearney Norman Brookes               | Arthur Curtis Edward B. Dewhurst          | 6–3, 6–3, 7–5            |
| 1902       | David L. Gaden (3) Horace M. Rice (3)          | Norman Brookes August D. Kearney          | 6–3, 4–6, 6–2, 6–0       |
| 1903       | Granville G. Sharp (1) Gordon W. Wright (1)    |                                           |                          |
| 1904       | Granville G. Sharp (2) Gordon W. Wright (2)    | Sydney T. Jones Charles Strong Galbraith  | 6–4, 6–4, 0–6, 8–10, 6–3 |
| 1905       | Non disputato                                  | Non disputato                             | Non disputato            |
| 1906       | Granville G. Sharp (3) Gordon W. Wright (3)    | Stanley Doust Eric Pockley                | 6–4, 6–3, 5–7, 1–6, 6–4  |
| 1907       | Horace M. Rice (4) Eric Pockley (1)            | Gordon W. Wright Alfred B. Jones          | 4–6, 10–8, 6–0, 6–3      |
| 1908       | Horace M. Rice (5) Eric Pockley (2)            | Cedric V. Bowker Harry A. Parker          | 8–6, 6–2, 6–4            |
| 1909       | Alfred B. Jones Gordon W. Wright (4)           | Rodney Heath Arthur Curtis                | 6–3, 4–6, 9–11, 6–1, 6–2 |
| 1910       | Henry M. Marsh (1) George P. Sayers (1)        | Alfred B. Jones Gordon W. Wright          | 6–3, 6–1, 4–6, 6–2       |
| 1912       | Henry M. Marsh (2) George P. Sayers (2)        | Ashley Campbell Horace M. Rice            | 6–1, 7–5, 6–3            |
| 1914       | Ashley Campbell Gerald Patterson               | Henry M. Marsh George P. Sayers           | 8–6, 4–6, 6–0, 7–5       |
| 1916- 1918 | Non disputato                                  | Non disputato                             | Non disputato            |
| 1925       | Jack Cummings Clifford Colvin                  | Fred Kalms Jim Willard                    | 6–4, 7–5, ritiro         |
| 1928       | Jim Willard Leslie E. Baker                    | Fred Kalms Arthur Willard                 | 6–3, 7–5, 6–3            |
| 1929       | Jack Crawford (1) Harry Hopman (1)             | Edgar Moon Jack Clemenger                 | 6–3, 8–6, 3–6, 6–2       |
| 1930       | Jack Crawford (2) Harry Hopman (2)             | Edgar Moon Jack Cummings                  | 6–4, 1–6, 6–1, 6–2       |
| 1931       | Jack Crawford (3) Harry Hopman (3)             | Jim Willard Dave Thompson                 | 6–2, 6–3, 3–6, 6–3       |
| 1932       | Wilmer Allison John Van Ryn                    | Ellsworth Vines Keith Gledhill            | 7–5, 10–8, 6–4           |
| 1933       | Jack Crawford (4) Vivian McGrath (1)           |                                           |                          |
| 1934       | Jack Crawford (5) Vivian McGrath (2)           | Enrique Maier Harry Hopman                | 6–1, 6–4, 6–4            |
| 1935       | Jack Crawford (6) Vivian McGrath (3)           |                                           |                          |
| 1936       | Jack Crawford (7) Vivian McGrath (4)           | Adrian Quist Harry Hopman                 | 8–6, 6–2, 9–7            |
| 1937       |                                                |                                           |                          |
| 1938       |                                                |                                           |                          |
| 1939       | John Bromwich (1) Adrian Quist (1)             | Jack Crawford Vivian McGrath              | 6–0, 6–0, 3–6, 6–3       |
| 1940       | John Bromwich (2) Adrian Quist (2)             | Jack Crawford Dinny Pails                 | 6–3, 4–6, 10–8, 6–8, 6–1 |
| 1941 1944  | Non disputato                                  | Non disputato                             | Non disputato            |
| 1945       | J Harper Lionel Brodie                         | Jack Crawford Dinny Pails                 | 6–8, 4–6, 6–4, 6–4, 6–4  |
| 1946       | Dinny Pails Geoff Brown                        | Lionel Brodie Colin Long                  | 4–6, 5–7, 6–3, 6–2, 6–4  |
| 1947       | John Bromwich (3) James Brink?                 |                                           |                          |
| 1948       | Bill Sidwell Colin Long                        | Adrian Quist John Bromwich                | 2–6, 6–4, 6–2, 6–4       |
| 1949       |                                                |                                           |                          |
| 1950       | John Bromwich (4) Adrian Quist (3)             | Frank Sedgman Ken McGregor                | 6–4, 6–2, 6–8, 3–6, 5–5? |
| 1951       | Frank Sedgman Ken McGregor                     | Ted Schroeder Tony Trabert                | 6–8, 6–4, 4–6, 6–2, 10–8 |
| 1952       | Mervyn Rose (1) Don Candy                      | Frank Sedgman Ken McGregor                | 9–7, 2–6, 6–4, 8–10, 6–3 |
| 1953       |                                                |                                           |                          |
| 1954       | Mervyn Rose (2) Rex Hartwig                    | Lew Hoad Ken Rosewall                     |                          |
| 1955       | Lew Hoad Ken Rosewall (1)                      | Mervyn Rose Don Candy                     | 5–7, 9–7, 6–1, 6–2       |
| 1956       | Ashley Cooper Neale Fraser (1)                 | Malcolm Anderson Roy Emerson              | 6–4, 6–4. 3–6, 6–3       |
| 1957       | Malcolm Anderson (1) Mervyn Rose (3)           | Ashley Cooper Neale Fraser                | 6–4, 6–4, 9–11, 6–2      |
| 1958       | Neale Fraser (2) Malcolm Anderson (2)          | Ashley Cooper Rod Laver                   |                          |
| 1959       | Bob Hewitt Hob Howe                            | Neale Fraser Roy Emerson                  | 6–4, 6–8, 10–8, 6–2      |
| 1960       | Neale Fraser (3) Roy Emerson (1)               | Bob Mark Rod Laver                        | 6–2, 14–12, 6–4          |
| 1961       | Rod Laver (1) Roy Emerson (2)                  | Fred Stolle Robert Anthony John Hewitt    | 6–2, 3–6, ?–6, 6–2       |
| 1962       | Rod Laver (2) Roy Emerson (3)                  | Fred Stolle Robert Anthony John Hewitt    | 3–6, 6–2, 6–4, 6–4       |
| 1963       | Chuck McKinley Dennis Ralston                  | Roy Emerson Neale Faser                   | 6–4, 6–2, 6–4            |
| 1964       | Roy Emerson (4) Fred Stolle (1)                |                                           |                          |
| 1965       | Marty Riessen Clark Graebner                   | Roy Emerson Fred Stolle                   | 6–3, 12–10, 3–6, 6–3     |
| 1966       | Tony Roche John Newcombe (1)                   |                                           |                          |
| 1967       |                                                |                                           |                          |
| 1968       | Non disputato                                  | Non disputato                             | Non disputato            |
| 1969       | Rod Laver (3) Roy Emerson (5)                  | Tony Roche John Newcombe                  | 10–12, 6–4, 6–3          |
| 1970       | Ken Rosewall (2) Fred Stolle (2)               | Bill Bowrey Roger Taylor                  | 6–3, 7–5                 |
| 1971       | John Alexander (1) Phil Dent (1)               | Aleksandre Met'reveli Malcolm J. Anderson | 6–7, 2–6, 6–3, 7–6, 7–6  |
| 1972       | Patrice Dominguez Patrick Proisy               | John Cooper Ross Case                     | 6–1, 6–3                 |
| 1973       | Malcolm Anderson (3) John Newcombe (2)         | Ken Rosewall Alex Metreveli               | 6–1, 6–4                 |
| 1974 (1)   | Colin Dibley Björn Borg                        | John Marks Geoff Pollard                  | 6–2, 6–4                 |
| 1974 (2)   | Syd Ball (1) Bob Carmichael                    |                                           |                          |
| 1975       | John Marks Mark Edmondson (1)                  | Chris Kachel Peter McNamara               | 6–1, 6–1                 |
| 1976       | Kim Warwick Syd Ball (2)                       | Mark Edmondson John Marks                 | 6–3, 6–4                 |
| 1977       | Phil Dent (2) John Alexander (2)               | Allan Stone Ray Ruffels                   | 7–6, 2–6, 6–3            |
| 1978       | Sherwood Stewart Hank Pfister                  | Syd Ball Bob Carmichael                   | 6–4, 6–4                 |
| 1979       | Peter McNamara (1) Paul McNamee (1)            | Steve Docherty Chris Lewis                | 7–6, 6–3                 |
| 1980       | Peter McNamara (2) Paul McNamee (2)            | Vitas Gerulaitis Brian Gottfried          | 6–2, 6–4                 |
| 1981       | Peter McNamara (3) Paul McNamee (3)            | Hank Pfister John Sadri                   | 6–7, 7–6, 7–6            |
| 1982       | John Alexander (3) John Fitzgerald             | Cliff Letcher Craig A. Miller             | 6–4, 7–6                 |
| 1983       | Mike Bauer Pat Cash (1)                        | Broderick Dyke Rod Frawley                | 7–6, 6–4                 |
| 1984       | Paul Annacone Christo van Rensburg             | Tom Gullikson Scott McCain                | 7–6, 7–5                 |
| 1985       | David Dowlen Nduka Odizor                      | Wally Masur Broderick Dyke                | 6–4, 7–6                 |
| 1986       | Non disputato                                  | Non disputato                             | Non disputato            |
| 1987       | Brad Drewett Mark Edmondson (2)                | Peter Doohan Laurie Warder                | 6–4, 4–6, 6–2            |
| 1988       | Darren Cahill (1) Mark Kratzmann (1)           | Joey Rive Bud Schultz                     | 7–6, 6–4                 |
| 1989       | Darren Cahill (2) Wally Masur                  | Pieter Aldrich Danie Visser               | 6–4, 6–3                 |
| 1990       | Pat Cash (2) Mark Kratzmann (2)                | Pieter Aldrich Danie Visser               | 6–4, 7–5                 |
| 1991       | Scott Davis David Pate                         | Darren Cahill Mark Kratzmann              | 3–6, 6–3, 6–2            |
| 1992       | Sergio Casal Emilio Sánchez                    | Scott Davis Kelly Jones                   | 3–6, 6–1, 6–4            |
| 1993       | Jason Stoltenberg Sandon Stolle (1)            | Luke Jensen Murphy Jensen                 | 6–3, 6–4                 |
| 1994       | Darren Cahill (3) Sandon Stolle (2)            | Mark Kratzmann Laurie Warder              | 6–1, 7–6                 |
| 1995       | Todd Woodbridge (1) Mark Woodforde (1)         | Trevor Kronemann Sandon Stolle            | 7–6, 6–4                 |
| 1996       | Ellis Ferreira Jan Siemerink                   | Patrick McEnroe Sandon Stolle             | 5–7, 6–4, 6–1            |
| 1997       | Luis Lobo Javier Sánchez                       | Paul Haarhuis Jan Siemerink               | 6–4, 6–7, 6–3            |
| 1998       | Todd Woodbridge (2) Mark Woodforde (2)         | Jacco Eltingh Daniel Nestor               | 6–3, 7–5                 |
| 1999       | Sébastien Lareau Daniel Nestor (1)             | Patrick Galbraith Paul Haarhuis           | 6–3, 6–4                 |
| 2000       | Todd Woodbridge (3) Mark Woodforde (3)         | Lleyton Hewitt Sandon Stolle              | 7–5, 6–4                 |
| 2001       | Daniel Nestor (2) Sandon Stolle (3)            | Jonas Björkman Todd Woodbridge            | 2–6, 7–6(4), 7–6(5)      |
| 2002       | Donald Johnson Martin Damm                     | Joshua Eagle Sandon Stolle                | 6–4, 6–4                 |
| 2003       | Paul Hanley (1) Nathan Healey                  | Mahesh Bhupathi Joshua Eagle              | 7–6(3), 6–4              |
| 2004       | Jonas Björkman Todd Woodbridge (4)             | Bob Bryan Mike Bryan                      | 7–6(3), 7–5              |
| 2005       | Mahesh Bhupathi Todd Woodbridge (5)            | Arnaud Clément Michaël Llodra             | 6–3, 6–3                 |
| 2006       | Fabrice Santoro Nenad Zimonjić (1)             | František Čermák Leoš Friedl              | 6–1, 6–4                 |
| 2007       | Paul Hanley (2) Kevin Ullyett                  | Mark Knowles Daniel Nestor                | 6–4, 6(3)–7, [10–6]      |
| 2008       | Richard Gasquet Jo-Wilfried Tsonga             | Bob Bryan Mike Bryan                      | 4–6, 6–4, [11–9]         |
| 2009       | Bob Bryan (1) Mike Bryan (1)                   | Daniel Nestor Nenad Zimonjić              | 6–1, 7–6(3)              |
| 2010       | Daniel Nestor (3) Nenad Zimonjić (2)           | Ross Hutchins Jordan Kerr                 | 6–3, 7–6(5)              |
| 2011       | Lukáš Dlouhý Leander Paes                      | Bob Bryan Mike Bryan                      | 6(6)–7, 6–3, [10–5]      |
| 2012       | Bob Bryan (2) Mike Bryan (2)                   | Matthew Ebden Jarkko Nieminen             | 6–1, 6–4                 |
| 2013       | Bob Bryan (3) Mike Bryan (3)                   | Maks Mirny Horia Tecău                    | 6–4, 6–4                 |
| 2014       | Daniel Nestor (4) Nenad Zimonjić (3)           | Rohan Bopanna Aisam-ul-Haq Qureshi        | 7–6(3), 7–6(3)           |
| 2015       | Rohan Bopanna Daniel Nestor (4)                | Jean-Julien Rojer Horia Tecău             | 6–4, 7–6(3)              |
| 2016       | Jamie Murray Bruno Soares (1)                  | Rohan Bopanna Florin Mergea               | 6–3, 7–6(6)              |
| 2017       | Wesley Koolhof Matwé Middelkoop                | Jamie Murray Bruno Soares                 | 6–3, 7–5                 |
| 2018       | Łukasz Kubot Marcelo Melo                      | Jan-Lennard Struff Viktor Troicki         | 6–3, 6–4                 |
| 2019       | Jamie Murray Bruno Soares (2)                  | Juan Sebastián Cabal Robert Farah         | 6–4, 6–3                 |
| 2020- 2021 | Non disputato                                  | Non disputato                             | Non disputato            |
| 2022       | Filip Polášek John Peers                       | Simone Bolelli Fabio Fognini              | 7–5, 7–5                 |